# Werner Schneeberger
Werner Schneeberger – szwajcarski strzelec, dwukrotny brązowy medalista olimpijski.
Był związany z miastem Langenthal.
Schneeberger wystąpił w trzech konkurencjach podczas Letnich Igrzysk Olimpijskich 1920. Wraz z drużyną zajął trzecie miejsce w karabinie dowolnym w trzech postawach z 300 m (skład zespołu: Gustave Amoudruz, Ulrich Fahrner, Fritz Kuchen, Werner Schneeberger, Bernard Siegenthaler), osiągając trzeci rezultat w szwajcarskim zespole. Drugi brązowy medal wywalczył w karabinie wojskowym leżąc z 300 i 600 m (skład zespołu: Eugene Addor, Joseph Jehle, Fritz Kuchen, Werner Schneeberger, Weibel), będąc tym razem najlepszym szwajcarskim zawodnikiem. 

## Wyniki

### Igrzyska olimpijskie
| Igrzyska | Konkurencja                                     | Wynik                                         | Miejsce | Źródło |
| -------- | ----------------------------------------------- | --------------------------------------------- | ------- | ------ |
| IO 1920  | Karabin dowolny, trzy postawy, 300 m            | 947 pkt. (352–269–326)                        | ?       | [ 2 ]  |
| IO 1920  | Karabin dowolny, trzy postawy, 300 m, drużynowo | 4698 pkt. (druż.) 947 pkt. ind. (352–269–326) |         | [ 3 ]  |
| IO 1920  | Karabin wojskowy leżąc, 300 i 600 m, drużynowo  | 563 pkt. (druż.) 116 pkt. (ind.)              |         | [ 4 ]  |